# Либерия на летних Олимпийских играх 1984
Либерия принимала участие в Летних Олимпийских играх 1984 года в Лос-Анджелесе (США) в шестой раз за свою историю, но не завоевала ни одной медали. Сборную страны представляли семеро легкоатлетов, выступавшие в рамках беговой программы.